# Parafia św. Jerzego w Rydułtowach

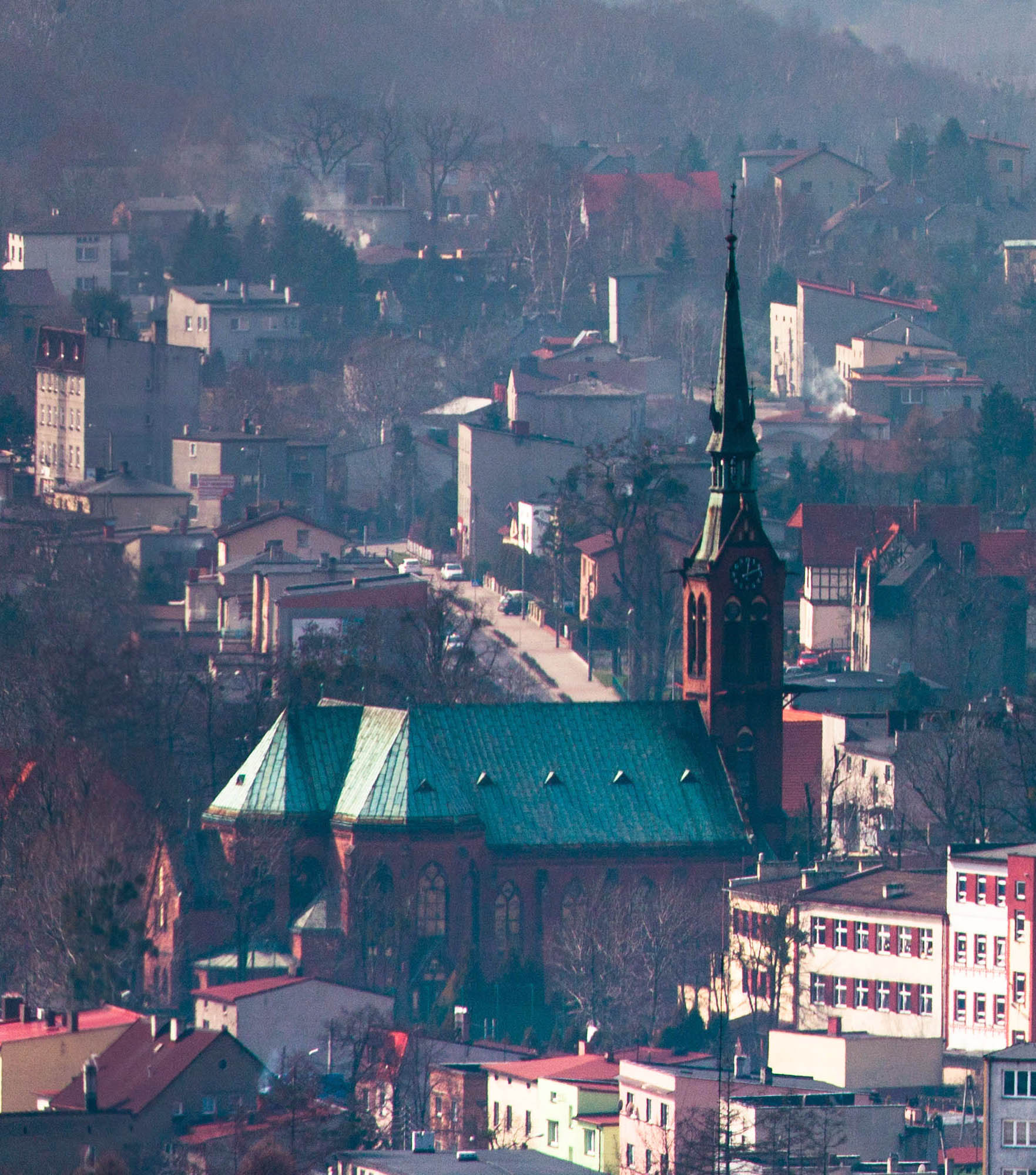
Kościół św. Jerzego w Rydułtowach widziany z Szarloty

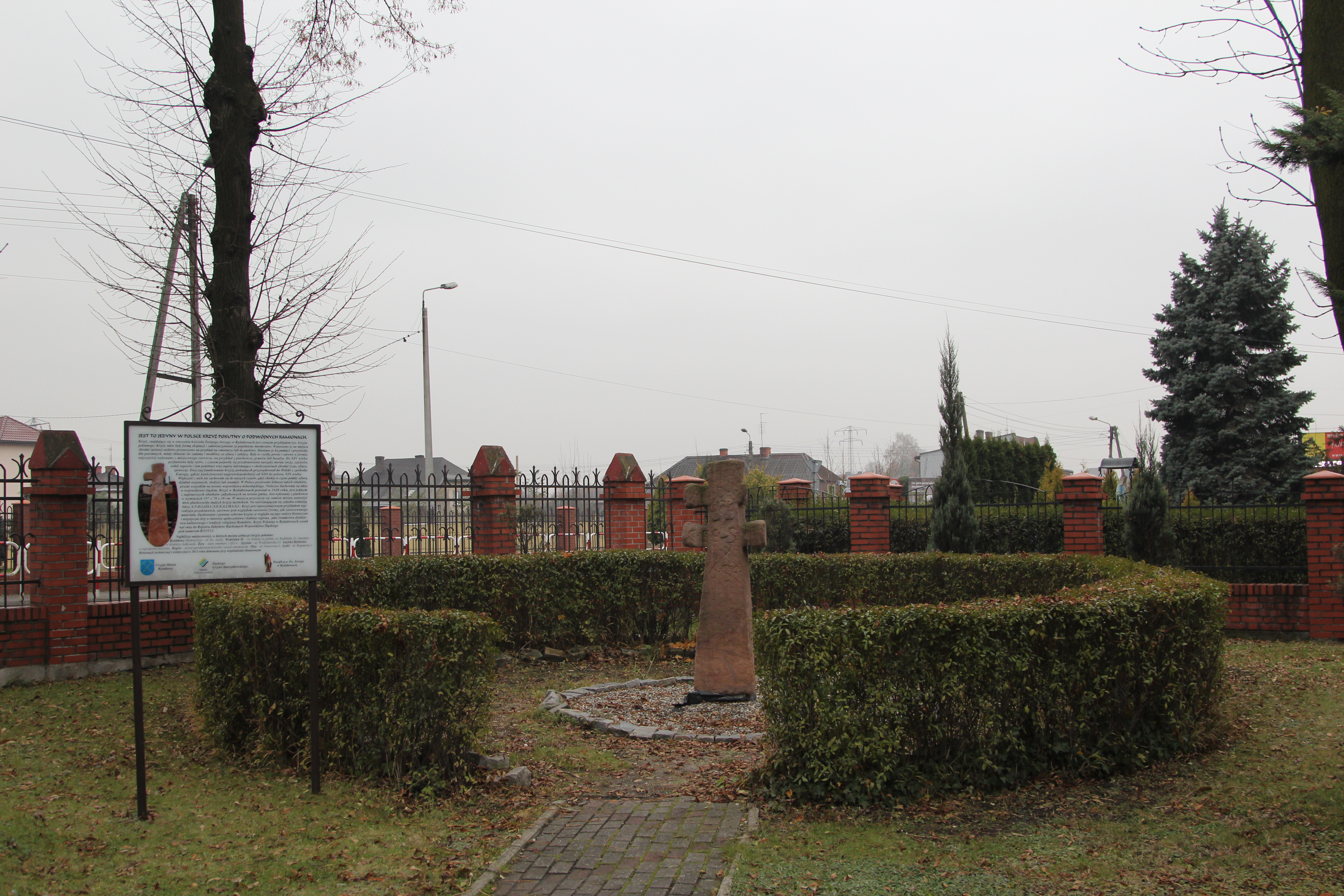
Krzyż kamienny przy kościele parafialnym.

Parafia św. Jerzego – rzymskokatolicka parafia znajdująca się w Rydułtowach. Parafia należy do archidiecezji katowickiej i dekanatu Pszów.
Parafia istnieje od co najmniej 1501 roku.

## Kościół
Klasztor rudzki, którego opatem był Jan z Hebronu, 13 lipca 1501 roku  kupił od księcia Jana za 230 guldenów węgierskich sołectwo szywałdzkie. Świadkiem zakupu był Zachariasz Cebulka. Uważa się, że inicjatorem budowy kościoła w Rydułtowach był właśnie ów Zachariasz Cebulka. Od XVI wieku parafia należała do dekanatu wodzisławskiego. W 1628 roku wybudowano w Rydułtowach nowy, mały kościółek. Za przyjęciem tej daty przemawia znajdujący się przy kościele krzyż z inskrypcją dotyczącą prawdopodobnie konsekracji kościoła i datą 1628 oraz namalowany na płótnie obraz z wizerunkiem św. Jerzego, który na ramie posiada wyrytą datę – 1628. Ten jak i poprzedni kościół zostały prawdopodobnie rozebrane. Trzeci kościół pod wezwaniem św. Jerzego powstał w 1703 roku, poświęcony 29 września 1703 roku. Koszt budowy został pokryty z funduszu kościelnego oraz przez fundatora – ówczesnego właściciela folwarku w Rydułtowach – Ferdynanda de Niewiadomskiego. Ten drewniany, zbudowany z modrzewia, kościół istniał i służył mieszkańcom Rydułtów do 1897 roku.
Katolicy z Rydułtów w latach 1778–1886 należeli do parafii pszowskiej. W 1873 roku zaczęto zbierać fundusze na nowy kościół. W 1895 roku, za czasów ks. proboszcza Pawła Bernerta, rozpoczęto budowę czwartego kościoła wraz z probostwem i budynkami gospodarczymi. Ta, jedna z największych na tamte czasy budowla, służy mieszkańcom Rydułtów do dziś. Nowy kościół został poświęcony 8 grudnia 1896 roku. W 1924 r. po kilku wiekach przynależności do dekanalnego Wodzisławia parafia wyłączona została z dekanatu wodzisławskiego i włączona do nowo powstałego dekanatu pszowskiego.
W latach 1953–1954 wikarym w parafii był  ks. Franciszek Blachnicki, który zainicjował Ruch Światło-Życie.

## Wystrój kościoła
Budowniczym kościoła i probostwa był Ludwig Schneider z Raciborza. Obecnie istniejący kościół to murowana, neogotycka budowla, zbudowana na 8 filarach. Przed reforma soborową kościół posiadał 5 ołtarzy: główny – św. Jerzego, po lewej stronie -Najświętszej Maryi Panny i św. Barbary, a po prawej stronie – Jana Nepomucena i św. Józefa. 1 czerwca 1896 roku dokończono budowę wieży, 6 października zamontowano na niej dwa dzwony, jeden ze starego kościoła i drugi – nowy odlany przez
C. Loescha w Opolu. Zegar znajdujący się na wieży był darem górników z kopalni „Charlotte”. Reforma soborowa zmieniła wystrój kościoła. Autorem projektu wystroju wnętrza był Józef Kołodziejczyk. W 1980 roku zawieszono w nawach bocznych dwa obrazy: Matki Boskiej Nieustającej Pomocy i św. Barbary autorstwa prof. Macieja Bieniasza z Akademii Sztuk Pięknych w Katowicach. W 1981 roku dokonano kolejnych zmian. W prezbiterium umieszczono figurę św. Jerzego, w kaplicach bocznych dwa obrazy: Matki Bożej Nieustającej Pomocy  i św. Barbary. 17 września 1993 roku w miejscu tymczasowej figury św. Jerzego umieszczono w prezbiterium płaskorzeźbę polichromowaną miedzią. Projektantem i wykonawcą wystroju prezbiterium jest Krystian Burda.
Na szczególną uwagę zasługuje znajdujący się na placu kościelnym krzyż kamienny o podwójnych ramionach z inskrypcją i datą 1628.  Forma taka bywa określona jako krzyż bożogrobców (miechowitów) lub litewski (jagielloński), dwa ramiona mają także krzyże morowe czyli tzw. karawaki. Wykonany jest z piaskowca o wymiarach: 157 × 70 x 30 cm. W miejscu przecięcia się ramion znajdują się dwie płaskorzeźby małych krzyży łacińskich. Na krzyżu znajduje się wykuta inskrypcja A N.D.I.678 CEESI.M.6SC., która została odczytana przez dziewiętnastowiecznego proboszcza 
rydułtowskiego jako inskrypcja dotycząca konsekracji kościoła w 1628 r.  Możliwe, że krzyż jest starszy, a w 1628 roku został wtórnie użyty jako kamień węgielny pod budowę drugiego kościoła parafialnego. Jeżeli tak jest, to nie jest znany wiek ani przyczyna fundacji tego krzyża. Przypuszczenie, że jest to tzw. krzyż pokutny nie ma podstaw w żadnych  dowodach ani badaniach, a jest oparte jedynie na nieuprawnionym założeniu, że wszystkie stare kamienne krzyże monolitowe, o których nic nie wiadomo,  są krzyżami pokutnymi, chociaż w  rzeczywistości powód fundacji takiego krzyża może być różnoraki, tak jak każdego innego krzyża. Niestety hipoteza ta stała się na tyle popularna, że zaczęła być odbierana jako fakt i pojawiać się w lokalnych opracowaniach, informatorach czy przewodnikach jako faktyczna informacja, bez uprzedzenia, że jest to co najwyżej luźny domysł bez żadnych bezpośrednich dowodów.

## Klasztor sióstr służebniczek
W 1910 roku proboszcz Bernet zbudował Zakład św. Antoniego. Przebywają w nim siostry ze zgromadzenia Sióstr Służebniczek NMP. Działalność sióstr do 1990 roku obejmowała posługę w szpitalu. Dziś siostry prowadzą przedszkole, katechizują dzieci, pracują w zakrystii i kancelarii parafialnej.

## Proboszczowie posługujący od „czasów bardzo dawnych” do 1657 roku
- ks. Jakub
- ks. Jakub drugi
- ks. Sebastian
- ks. Piotr
- ks. Daniel
- ks. Adam
- ks. Szymon
- ks. Wojciech
- ks. Stanisław
- ks. Stanisław Płotowski
- ks. Orlik
- ks. Jerzy Adam Dańczyk (Danetius)
- ks. Paweł Post
- ks. Błażej
- ks. Jan Gallus
- ks. Wawrzyniec Fabrycy
- ks. Jakub Matheider
- ks. Jan Radek (Rodek)[4]

## Proboszczowie posługujący w „czwartym kościele”
- ks. Tomasz Wawrzyniec Zawdal (ok. 1695)
- ks. Jan Leopold Iwanowski (do 1725)
- ks. Jan Franciszek Niemczyk (1725–1735)
- ks. Jerzy Ferdynand Dudacy (1735–1756)
- ks. Franciszek Żwiorek (1756–1759)
- ks. Józef de Stillarsky (1759–1775)
- ks. Wawrzyniec Urbańczyk (Urbanides) (1776)
- ks. Józef Petruska (1776–1801)
- ks. Ludwik Joachimsky (1801-1848)
- ks. Paweł Skwara (1848–1883)
- ks. Augustyn Wollczyk (1883–1887)
- ks. Jan Studzieński (1887–1892)
- ks. Paweł Bernert (1893–1916)
- ks. Fryderyk Hassa (1916–1921)
- ks. Emil Bernacki (1921–1937
- ks. Wojciech Urban (1937–1966)
- ks. Józef Nowok (1966–1970)
- ks. Alojzy Klon (1970–1975)
- ks. Bernard Sodzawiczny (1975–2003)
- ks. kan. Konrad Opitek (2003–2017)
- ks. Marek Gwioździk (2017-2019)
- ks. Witold Psurek (od 2019)